# Митьков, Евгений Викторович
Евгений Викторович Митьков (23 марта 1972, Шелехов) — советский и российский волейболист и тренер, игрок национальной сборной в 1993—1996 и 1998—2003 годах, серебряный призёр Игр XXVII Олимпиады в Сиднее, заслуженный мастер спорта России (1999).

## Биография
Евгений Митьков начинал заниматься волейболом в спортивной школе города Шелехова под руководством тренера Андрея Валентиновича Парилова. Первым профессиональным клубом в карьере волейболиста был новосибирский «Север», выступавший в высшей лиге чемпионата СССР и России.
В 1989—1991 годах играл за юниорскую и молодёжную сборные СССР, а 21 мая 1993 года дебютировал в составе сборной России во встрече Мировой лиги со сборной США в Москве, являвшейся также первым официальным матчем в истории российской национальной команды. В том сезоне Митьков стал серебряным призёром Мировой лиги и обладателем бронзовой медали чемпионата Европы.
В 1994 году отправился из Новосибирска в Хиросиму, отыграл два сезона в чемпионате Японии в составе «Джей-Ти», после чего переехал в Парму и сезон-1996/97 провёл в местной команде Серии A2. Из «Пармы» был приглашён в «Модену», весной 1998 года завоевал в её составе Кубок европейских чемпионов, а ранее также Суперкубок и Кубок Италии.
Тем временем новому тренерскому штабу сборной России во главе с Геннадием Шипулиным предстояло выбрать игрока либеро — наличие «свободного защитника» в сборных командах с 1998 года стало обязательным, а из волейболистов, выступавших в чемпионате России, опыт игры на этой позиции имел только 34-летний капитан УЭМ-«Изумруда» Павел Иванов. Тренеры национальной команды уговорили сыграть в новом амплуа нападающего второго темпа Евгения Митькова, и 5 мая 1998 года в Липецке в рамках Мировой лиги он провёл первый после квалификационного турнира Олимпиады-1996 матч за сборную и первый матч в амплуа либеро; сборная России в тот день уступила команде Польши. Однако свыкнуться с новой ролью сразу не удалось, отыграв ещё три матча Мировой лиги, Митьков отказался от дальнейших выступлений за команду Шипулина.
Через год, признав свой уход из сборной ошибкой, Евгений Митьков вернулся в национальную команду — на сей раз надолго, при этом из года в год продолжал менять клубы: после «Модены» он играл в турецком «Галатасарае», а сезон 1999/2000 годов провёл в качестве либеро в немецком «Фридрихсхафене», выиграл звание чемпиона Германии и добрался до финала Кубка европейских чемпионов — в Тревизо его команда уступила хозяину площадки, «Сислею», лидером которого был бывший коллега Митькова по сборной Дмитрий Фомин. Затем Митькову вновь поступило предложение поиграть в Италии, но и в «Габеке» (Монтикьяри) он также задержался только на один сезон.
Осенью 1999 года в составе сборной Евгений Митьков стал обладателем серебряной медали чемпионата Европы и золота Кубка мира, в 2000 году по итогам предварительного этапа Мировой лиги стал лучшим по игре в защите и третьим на приёме, входил в состав олимпийской команды, завоевавшей серебро на Играх в Сиднее, в 2002-м выиграл Мировую лигу и серебряную медаль чемпионата мира. Митьков также является обладателем четырёх медалей чемпионатов Европы. На континентальном первенстве 2003 года завершил выступления в сборной, всего за карьеру сыграл 183 матча, набрал 221 очко и 545 отыгранных подач.
С 2001 года Евгений Митьков выступал за российские клубы, при этом его карьера развивалась своеобразно. Выиграв в составе «Локомотива-Белогорья» чемпионат России, Митьков в 2002 году перешёл в казанское «Динамо», и играя в амплуа доигровщика, помог казанскому клубу завоевать путёвку в Суперлигу. Затем он дважды становился призёром чемпионатов России в составе московского «Динамо», а в 2005 году снова оказался в высшей лиге «А» и выполнил задачу по выходу в дивизион сильнейших с новосибирским «Локомотивом». В сезоне 2007/08 Митьков являлся основным либеро уфимского «Урала», с 2010 года снова играл в Новосибирске за «Локомотив» и выступавшую в высшей лиге «А» вторую команду клуба — СДЮШОР.
В 2012 году Евгений Митьков завершил карьеру игрока и перешёл на работу в тренерский штаб новосибирского «Локомотива».

## Достижения

### Со сборными
- Серебряный призёр Олимпийских игр (2000).
- Серебряный призёр чемпионата мира (2002).
- Серебряный (1999) и бронзовый (1993, 2001, 2003) призёр чемпионатов Европы.
- Обладатель Кубка мира (1999).
- Чемпион Мировой лиги (2002), серебряный (1993, 2000) и бронзовый (2001) призёр Мировой лиги.
- Серебряный призёр чемпионата мира среди юношей (1989).
- Чемпион Европы среди молодёжных команд (1990).
- Бронзовый призёр чемпионата мира среди молодёжных команд (1991).

### С клубами
- Чемпион России (2001/02), серебряный призёр чемпионатов России (2003/04, 2004/05).
- Финалист Кубка России (2003, 2004).
- Победитель Кубка европейских чемпионов (1997/98), финалист (1999/00).
- Обладатель Кубка Италии (1997/98).
- Обладатель Суперкубка Италии (1997).
- Чемпион Германии (1999/00).
- Бронзовый призёр чемпионатов Японии (1995/96), Италии (1997/98) и Турции (1998/99).
- Участник Матча звёзд итальянской лиги (2000).

## Награды и звания
- Заслуженный мастер спорта России (1999).
- Орден Дружбы (19 апреля 2001) — за большой вклад в развитие физической культуры и спорта, высокие спортивные достижения на Играх XXVII Олимпиады 2000 года в Сиднее[7].